# Pedro Massacessi
Pedro Massacessi est un footballeur argentin né le 9 janvier 1966 à Ceres.

## Palmarès
- Championnat du Japon :
  - Champion en 1995 (Yokohama Marinos).